# Grisjakten
Grisjakten är en svensk roman skriven av P.C. Jersild, och utgiven 1968.
Boken filmatiserades även med samma titel (Grisjakten) 1970 av Jonas Cornell,  med Hasse Alfredson i huvudrollen som Lennart Siljeberg.

## Handling
Boken handlar om en byråkrat som får ett uppdrag. Uppdraget är att utrota alla grisar i Sverige. Av praktiska skäl bestämmer man sig för att börja med beståndet på Gotland. I dagboksform får läsaren följa en man, Lennart Siljeberg, som utan betänkligheter tar itu med sin uppgift. Noteringar om mannens familj och ekonomi blandas med absurt känslokalla beskrivningar av svårigheterna med både att organisera slakten och att hantera de människor i lokalbefolkningen som inte samtycker till verksamheten.
Attityden till problemet och frånvaron av reflektion över det sunda i verksamheten för tankarna till den nazistiska, nästan industriella, hanteringen av uppgiften att utrota levande varelser.